# Air Collision
Air Collision è un film del 2012 diretto da Liz Adams.
In Italia il film, di produzione  statunitense, è stato trasmesso in televisione sia su Cielo che sul circuito nazionale 7 Gold.

## Trama
Una tempesta solare spazza via il sistema di controllo del traffico aereo. I passeggeri dell'Air Force One incluso il presidente e la sua famiglia e quelli di un jet di linea si ritrovano in una rotta di collisione nei cieli sopra il Midwest.